# Megasema maculata
Megasema maculata är en fjärilsart som beskrevs av Smith 1893. Megasema maculata ingår i släktet Megasema och familjen nattflyn. Inga underarter finns listade i Catalogue of Life.